# جمعية أصفهان الوطنية المقدسة
جمعية أصفهان الوطنية المقدسة (1906 - 1908) المكتب السياسي الرئيس لصُنع القرار في أصفهان، في إيران خلال فترة الثورة الدستورية الفارسية الأولى. اُنتخب أعضاء المجلس من أهالي أصفهان ، وكان نور الله النجفي الأصفهاني [الإنجليزية] رئيسًا للمجلس. تأسست الجمعية بين عامي 1906 و1908، أي من هجرة قم إلى قصف المجلس في قلعة جهل ستون في أصفهان عام 1908 م.

## التاريخ
بعد الثورة الدستورية الفارسية، تمكن شعب أصفهان من طرد مسعود ميرزا ظل سلطان من أصفهان من خلال مواصلة احتجاجاتهم وتجمعاتهم التي قادها آقا نجفي أصفهاني. وبعد ذلك أصبحت جمعية أصفهان المقدسة الوطنية مسؤولة عن إدارة مدينة أصفهان، وكان أعضاؤها ينتخبهم الشعب عبر انتخابات حرة.

## الأعضاء
وكان من بين أعضاء الجمعية الوطنية المقدسة في أصفهان :
- نور الله النجفي الأصفهاني [الإنجليزية] وسيد أبو القاسم زنجاني والشيخ مرتضى رضاي من انتخابات نقابة العلماء
- محمد إبراهيم مالك التجار ومحمد حسين كازروني من انتخابات النقابات العمالية
- حسن بونقدار ومحمود بونقدار من انتخابات نقابة الصف
- ميرزا محمد علي الكلباسي وحسن مدرس من انتخابات نقابة الملالي[3]
- ميرزا علي أكبر شيخ الإسلام[4][5]

## الإجراءات
ومن مميزات جمعية أصفهان الوطنية المقدسة والأعمال المهمة لمؤسسيها العلماء ما يلي:
- تعبئة واسعة النطاق وغير مسبوقة للشعب لدعم أهداف الثورة الدستورية الفارسية
- تأسيس العشرات من الجمعيات السياسية والإقليمية
- الجهود المبذولة لجعل الموظفين العموميين مسؤولين ونشر روح الاستقصاء العقلاني
- إجراءات فعالة لإصلاح الخدمات العسكرية والمالية والتجارية والرعاية الاجتماعية الإقليمية والاقتصادية
- الجهود المبذولة لإنشاء مؤسسات اجتماعية جديدة مثل المصارف والمدارس الجديدة

لقد كانت جمعية أصفهان الوطنية المقدسة، بالمقارنة مع المجتمعات المعاصرة الأخرى، واحدة من أكثر الأمثلة إنتاجًا وتأييدًا في البلاد.
كان العامل الذي تسبب في التوتر في العلاقة بين مجلس الشورى الوطني وجمعية المقدسات الوطنية في أصفهان هو قضية دخول الحاكم السابق إلى أصفهان والمعارضة الشديدة من الشعب وجمعية المقدسات الوطنية في أصفهان. وكان هذا على الرغم من الطلب القوي الذي قدمته الجمعية الوطنية الاستشارية.

## صحيفة جمعية أصفهان الوطنية المقدسة
صدرت صحيفة جمعية أصفهان المقدسة الوطنية بعد خمسة عشر يومُا من تأسيس الجمعية في 5 كانون الثاني (يناير) 1907، حيث عكست ملخص المفاوضات التي أجراها أعضاء الجمعية. وكان التعبير عن مبادئ الدستورية والاستشهاد بالأحداث الحضرية محور مقالات هذه الصحيفة. كان سراج الدين جبل العاملي الموسوي رئيس تحرير هذه الصحيفة. نُشر المجلد الأول (78 مجلدًا) من هذه الصحيفة في أصفهان بجهود محمد علي تشلونجر، وبرعاية منظمة أصفهان الثقافية الترفيهية.
النقطة الدقيقة في عنوان هذه الصحيفة هي تحويل التقويم الميلادي إلى التقويم الهجري الشمسي دون ذكر الأشهر الإيرانية. يمكن اعتبار هذا التغيير بمثابة رد فعل تجاه الأجانب وتكريم التقويم الوطني الإيراني، والذي كان بلا شك بسبب القومية المتنامية بين الشعب الإيراني. وقد دفع هذا الموقف سكرتير السفارة البريطانية إلى إبلاغ بلاده عن صحيفتين في أصفهان (صحيفة الجمعية الوطنية المقدسة في أصفهان وصحيفة جهاد أكبر)، وخاصة الصحيفتين اللتين تحدثتا ضد الأجانب.

## طالع أيضًا
- أنجمان سفاخانة [الإنجليزية]
- تاريخ الدخانية
- جمعيات الثورة الدستورية [الإنجليزية]
- الثورة الدستورية الفارسية
- جمعية حرية المرأة [الإنجليزية]
- جمعية نسفان وطنخاه
- المرأة في الثورة الدستورية [الإنجليزية]
- جمعية مخضرات وطن [الإنجليزية]
- الجمعية المركزية [الإنجليزية]
- مقيم ومسافر [الإنجليزية]
- اللجنة الثورية (بلاد فارس) [الإنجليزية]
- استعادة أصفهان [الإنجليزية]
- المركز السري [الإنجليزية]
- الجمعية السرية (بلاد فارس) [الإنجليزية]
- شبنمة [الإنجليزية]
- جمعية الإنسانية [الإنجليزية]
- الجمعية الاستشارية الوطنية

## روابط خارجية
- صورة لصحيفة جمعية أصفهان الوطنية المقدسة